# Brasão de Encruzilhada do Sul

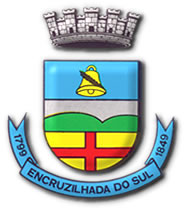
Brasão de Encruzilhada do Sul

O Brasão de Encruzilhada do Sul foi desenhado por Tarciso Antônio da Costa Taborda e instituído pela Lei n° 294, de 5 de outubro de 1965, na gestão do prefeito Dr. Zeferino Pereira Luz.

## Significado dos símbolos
Na primeira faixa, em campo azul com um sino de ouro contendo uma palma verde que recorda o início do povoamento à sombra da capela sob a invocação de Santa Bárbara.
Na segunda, e campo prata um cerro verde que informa a posição do município na Serra do Sudeste, simplificada na silhueta do Cerro Partido.
Na terceira, em campo ouro uma cruz vermelha que indica riquezas mineralógicas do subsolo; confessa a fé dominante do seu povo e ao mesmo tempo recorda o cruzamento de estradas em busca da fronteira e do litoral, que lhe deu o nome.
Coroa mural de prata com cinco torres, indicativa de cidade sede do município listel em azul com o nome do município entre as datas 1799 e 1849.